# Повітряне опалення
Повітряне опалення — один з різновидів систем опалення будівель. На відміну від водяного або парового опалення, теплоносієм є повітря.

## Давній Рим

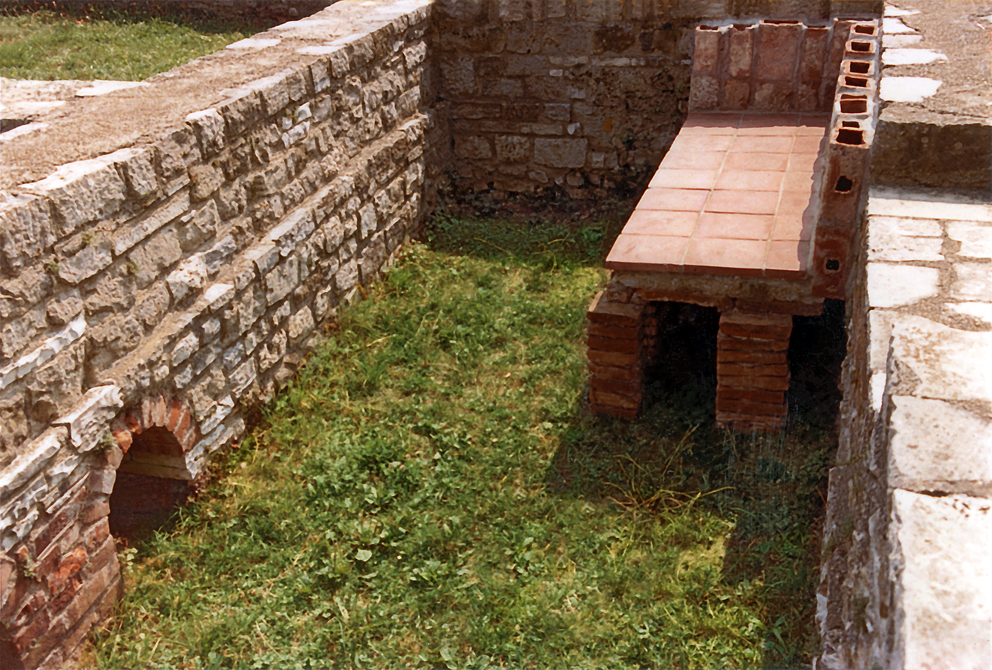
Hypocaustum

Римські архітектори розробили ефективну систему центрального опалення з підігрівом підлоги і стін (лат. hypocaustum, «знизу зігрітий»), опис принципів роботи якої дійшли до нас у роботі "Десять книг про архітектуру"римського архітектора I століття до н. е.. Марка Вітрувія Полліон. У термах за допомогою печі (лат. praefurnium) нагрівалися вода і зовнішнє повітря, які потім циркулювали в каналах під підлогою й у порожнинах стін. При цьому використовувалися подвійні покриття, щоб підлога не була дуже гарячою. Верхнє покриття складалося з великих цеглин, шару битою глини і основного покриття. Все це трималося на невеликих цегляних опорах (лат. pilae), які відразу розміщували в шаховому порядку. У стіни були вбудовані прямокутні цеглини, всередині порожні (лат. tubuli), які кріпилися металевими скобами. Усередині стіни терм були прикрашені мармуром або оштукатурені.

## Сучасне повітряне опалення
Повітряне опалення з успіхом застосовується для обігрівання промислових, торговельних і складських приміщень великого об'єму, а також приватних будинків та котеджів. Основними перевагами при цьому є:
- відсутність в системі рідкого теплоносія — води. Таким чином, система повністю захищена від протікання, розморожування, корозії.
- можливість подачі свіжого повітря через систему для вентиляції приміщень. В приватному будинку — це додатковий комфорт, для великих будівель — це спосіб економії капіталовкладень при будівництві.
- економія енергоресурсів за рахунок зниження інерційності системи опалення та, відповідно, швидкого реагування на зміну температури назовні та зміну температурного режиму всередині приміщення.
- можливість підключення до системи центрального кондиціонера для зниження температури в теплий період року та теплового насосу — для опалення зимою, як альтернативне джерело тепла.

Витрати на облаштування та експлуатацію системи повітряного опалення, як правило, істотно нижче, ніж аналогічні витрати для водяної системи. Як джерело нагрітого повітря в сучасних системах повітряного опалення застосовують калорифери або теплогенератори та печі.